# 湖鼻山
湖鼻山位于湖南省汨罗市川山坪镇，玉池山的西南方，西接湘阴县。海拔523米，面积2.75万亩。原名白茅山。相传湖鼻先生在此修行故而得名。
山间有百霞寺、百岁岩、龙井、仙峰寺、石井、石屋。寺庙前有双井，一清一浊。石壁上有“国泰民安”四个大字，现隐约可见。